# Mae
Mae é uma banda de rock com integrantes cristãos de Norfolk, Virginia, Estados Unidos. O nome da banda é um acrônimo para "Multi-sensory Aesthetic Experience", baseado em um curso feito pelo baterista Jacob Marshall quando era estudante na Old Dominion University.

## Biografia
A banda começou em 2002 com Jacob Marshall e Dave Elkins compondo suas primeiras músicas, depois de assinar contrato com a Tooth and Nail Records, eles lançaram em 2003 seu primeiro álbum chamado, Destination: Beautiful, dois anos depois, em 2005, lançaram seu segundo álbum The Everglow, em 2006 regrava The Everglow colocando três novas canções e fazendo seu primeiro DVD Two-Hour.
No ano de 2006 a banda troca de gravadora, saindo da Tooth and Nail para a Capitol Records, e criando um novo trabalho com o produtor Howard Benson em 2007 (que já produziu álbuns para My Chemical Romance e Relient K). E com ele, em 14 de agosto de 2007, sai o terceiro álbum do grupo Singularity. Em setembro de 2007, dois integrantes saem da banda — Rob Sweitzer (teclado) e Mark Padgett (baixista).

## Integrantes

### Membros atuais
- Dave Elkins – vocal, guitarra
- Zach Gehring – guitarra
- Josiah Schlater – baixo

### Ex-membros
- Jacob Marshall – bateria
- Rob Sweitzer – teclado e vocal
- Mark Padgett – baixo
- William Clark – baixo
- Matt Beck – guitarra
- Jacob Clemons – saxofone

## Discografia

### Álbuns
- Destination: Beautiful (2003)
- The Everglow (2005)
- Singularity' (2007)
- (M)orning (2009)

### EPs e Compilações
- Destination: B-Sides (2004)
- Connect Sets (2005)
- Punk Goes 90s (2006)
- Live Music Series: Mae EP (2006)
- The Everglow EP (2006)
- (M)orning EP (2009)
- (A)fternoon EP (2009)
- (E)vening EP (2009)

### DVDs
- From Toledo to Tokyo (2005)
- (M)orning (2009)